# Ferdinand Magellan
Ferdinand Magellan (portugalsko Fernão de Magalhães), portugalski pomorščak in raziskovalec, * 1480, Sabrosa, Portugalska, † 27. april 1521, otok Mactan, Filipini. 
V letih 1506–1512 je raziskal Dišavne otoke (Moluki), leta 1517 pa se je Španiji ponudil, da odpluje do teh otokov z zahodne smeri. Španijo je zapustil leta 1519 in preplul preliv, ki se danes imenuje po njem, nato ga je čakala trimesečna težavna pot preko Tihega oceana, preden je končno prišel do Filipinov, kjer je bil ubit v spopadu z domorodci. Njegovo odpravo je zaključil pomorščak Juan Sebastián Elcano.

## Življenjepis
Ferdinand Magellan je bil po rodu Portugalec. Rodil se je kot Fernão de Magalhães okoli leta 1480, najverjetneje v Portu. Že mlad je postal izkušen vojak in kapitan, saj se je udeležil portugalskih pohodov v Indijo in Melako ter se v Maroku bojeval proti Mavrom. Sočasno je spremljal odkritja takratnih pomorščakov in razmišljal, kako bi obogatel tudi sam. Takrat so imele dišave z Daljnega vzhoda astronomske cene in njegove misli so se vrtele okoli Moluških otokov, od koder so prihajale nageljnove žbice in muškatni orešek. Zaradi obtožb, da se je okoristil z vojnim plenom, je zapustil domovino in svoje usluge ponudil španskemu kralju. Predlagal mu je, da bi do Molukov priplul po zahodni poti, ki ne bi šla preko območja pod portugalskim nadzorom. Španski kralj Karel I. je zamisel sprejel, čeprav ni bilo jasno, kako priti do Tihega oceana. Marca 1518 je bila podpisana pogodba o plovbi do začimbnih otokov. Kralj je zagotovil ladje ter njihove zaloge in Magellanu priznal dvajsetino bogastva, ki bi ga dobil na otokih.

### Plovba okoli sveta
Ladjevje je odplulo iz Španije 20. septembra 1519. Portugalski kralj Manuel I. je ukazal vojnemu ladjevju, naj ga ujame, a se je s spretnim manevrom izognil zasledovalcem ter po postankih na Kanarskih in Zelenortskih otokih obrnil proti rtu sv. Avguština v Braziliji.
V Južni Ameriki se je Magellan izognil portugalskim ozemljem v Braziliji in plul proti jugu ter 13. decembra dosegel zaliv Ria de Janeira, od tam pa po krajšem postanku ustje Río de la Plata. V iskanju prehoda se je prebijal vedno južneje, dokler se ni 30. marca odločil prezimiti v naravnem pristanišču Puerto San Julián v Patagoniji. Na veliko noč nekaj dni kasneje so se mu uprli trije od petih kapitanov, a je upornike s hitro in odločno reakcijo premagal. Nato je poslal ladjo Santiago v izvidnico, ki pa jo je potopil nenaden vihar. Zato se je odločil počakati še nekaj tednov. Flota je nato 21. oktobra 1520 dosegla Deviški rt in sklenila, da so našli prehod, saj je bila voda še vedno slana, čeprav so bili že daleč proti zahodu od pričakovane obalne črte. Pričela se je naporna pot skozi 600 km dolg prehod, ki ga je Magellan sprva poimenoval Estrecho (Canal) de Todos los Santos (Preliv vseh svetih), saj so skozenj potovali 1. novembra, na dan Vseh svetih. Ladjama Concepcion in San Antonio je dal nalogo raziskati preliv, a se je kapitan slednje uprl in 20. novembra odplul nazaj proti Španiji. 28. novembra so tri preostale ladje dosegle Tihi ocean, ob čemer so odkrile še otočje Ognjena zemlja na zahodnem delu preliva. Oceanu je Magellan dal ime Tiho morje (Mar Pacifico), saj so bile vode razmeroma mirne.
Novemu odkritju je sledila skoraj štiri mesece dolga in nevarna plovba čez ocean proti severozahodu v vročini, skoraj brez hrane in vode. 13. februarja 1521 so prečkali ekvator. Med potjo je umrlo veliko mornarjev, preživeli pa so na začetku marca prišli do Marianov in otoka Guam, ki so jih zaradi izkušenj z lokalnimi prebivalci poimenovali Tatinski otoki. Deset dni pozneje je Magellan odkril Filipine. Odpravo je prijateljsko sprejel radža Humabon na otoku Cebu in se pustil krstiti. Magellan mu je podaril kipec deteta Jezusa in tam postavil križ, ki zdaj veljata za simbola pokristjanjevanja Filipinov. Humabon je prepričal Magellana, da mu pomaga odstraniti rivala, lokalnega poglavarja Lapu-Lapuja na otočku Mactan. To je bila zanj usodna odločitev. 27. aprila 1521 je z manjšo bojno ekipo odplul na Mactan in se zapletel v spopad z domačini. Med bitko ga je zadelo bambusovo kopje, nakar so ga obkolili in pokončali Lapu-Lapujevi bojevniki.
Preostalim 108 mornarjem se je z dvema ladjama pod poveljstvom Juana Sebastiána Elcana nato uspelo prebiti do Začimbnih otokov. Tu so se oskrbeli z zalogami in začimbami ter februarja 1522 odpluli proti domu. Vendar pa je ladja Trinidad pričela puščati, zato so jo zapustili. Po popravilu se je poskušala vrniti v Španijo s plovbo nazaj čez Tihi ocean, a so jo zajeli Portugalci in na koncu izgubili v nevihti. Zadnja preostala ladja, Victoria, se je odpravila čez Indijski ocean. Že ko so dosegli Rt dobrega upanja, jim je od hrane ostal samo riž in preden so dosegli pristanišče na Zelenortskih otokih, je zaradi lakote umrlo še 20 mornarjev. 6. septembra je Victoria po nevarni in dolgi poti končno zaplula v pristanišče Sanlucar de Barramede. Na njej je bilo le še 18 izčrpanih mornarjev, med njimi italijanski kronist Antonio Pigafetta, ki je zapisal številne dragocene podatke o odkritjih. Plovba okoli sveta je bila končana.

## Pomen in zapuščina
Magellan, četudi ni preživel odprave okrog sveta, je dokončno dokazal, da je Zemlja okrogla. Vseeno velja tudi za prvega človeka, ki je obplul celotno Zemljino oblo, saj je že deset let prej s plovbo proti vzhodu prišel do Moluškega otočja na 130º vzhodne zemljepisne dolžine, kar je bolj vzhodno od konca njegove poti na Filipinih. Dal je ime Patagoncem in njihovi deželi, našel je prehod iz Atlantika v Tihi ocean ter odkril celo vrsto otokov.
Odprava je omogočila tudi prvo realno oceno obsega Zemlje, saj so beležili prepotovano razdaljo, ki je znašala 14.460 španskih legij (60.440 km). Poleg tega je ladijski dnevnik povzročil precej razburjenja, saj so kljub pazljivemu zapisovanju člani odprave na cilju ugotovili, da je njihov datum en dan za evropskim (en dan so izgubili zaradi potovanja proti zahodu). Neskladje je dobilo praktičen pomen ob pričetku globalizacije, razrešila ga je mednarodna datumska meja, določena na Mednarodni poldnevniški konferenci leta 1884. Nastal je tudi spor med Španijo in Portugalsko glede posesti novoodkritih otokov, ki sta si jih lastili obe velesili po svoji razlagi Tordesilljske pogodbe, saj meritev poldnevnikov proti vzhodu ni bila dorečena. Šele leta 1529 so po sporazumu iz Zaragoze Moluško otočje dobili Portugalci, Španiji pa so pripadli Filipini.
Podobno kot v primeru drugih velikih raziskovalcev so v novejšem času po njem poimenovali različne astronomske objekte, najbolj znana sta Veliki in Mali Magellanov oblak, nam najbližji galaksiji. Po njem so poimenovali tudi tri kraterje (Magelhaens in Magelhaens A na Luni ter Magelhaens na Marsu) in vesoljsko sondo Magellan, ki je v letih 1990–1994 raziskovala Venero.